# Brett Kavanaugh
Brett Michael Kavanaugh (/ˈkævənɔː/; sinh ngày 12 tháng 2 năm 1965) là một luật sư người Mỹ và là luật sư phục vụ với tư cách là Thẩm phán tòa của Tòa phúc thẩm Hoa Kỳ cho Đặc Khu Columbia. Ông hiện đang được đề cử làm Chánh án Tòa án Tối cao Hoa Kỳ.
Ông tốt nghiệp đại học Yale cum laude, với bằng lịch sử nước Mỹ, nơi ông là thành viên của hội đồng tình huynh đệ Delta Kappa Epsilon. Sau khi tốt nghiệp trường Luật Yale, Kavanaugh bắt đầu sự nghiệp của mình với tư cách là thư ký pháp luật và sau đó là một sinh viên sau đại học làm việc dưới sự giám khảo của Ken Starr. Sau khi Starr rời khỏi Chánh án Tòa phúc thẩm Đặc khu Columbia để đảm nhận chức vụ Trưởng Văn phòng Tư vấn Độc lập, Kavanaugh theo ông tới OIC và hỗ trợ Starr với các cuộc điều tra khác nhau của ông về Tổng thống Bill Clinton. Kavanaugh đóng vai trò chủ đạo trong việc soạn thảo Báo cáo Starr, thúc giục sự luận tội Tổng thống Bill Clinton. Sau cuộc bầu cử tổng thống Mỹ năm 2000 (trong đó Kavanaugh làm việc cho chiến dịch George W. Bush ở Florida kể lại), Kavanaugh gia nhập chính quyền với tư cách là Thư ký Nhân sự Nhà Trắng và là nhân vật trung tâm trong việc xác định và xác nhận các ứng cử viên tư pháp.
Kavanaugh đã được Tổng thống Bush đề cử chức Chánh án Tòa án phúc thẩm Hoa Kỳ cho Khu vực Đặc khu của vào năm 2003. Các phiên điều trần xác nhận của ông đã gây tranh cãi; họ bị đình trệ trong ba năm vì tư tưởng đảng phái. Ông cuối cùng đã được xác nhận vào Chánh án Tòa Đặc khu vào tháng 5 năm 2006 sau một loạt các cuộc đàm phán giữa Thượng nghị sĩ Dân chủ và Cộng hòa.. A Phân tích của Washington Post cho thấy rằng ông có số phiếu của đảng bảo thủ nhiều nhất hoặc thứ hai trên Tòa án Đặc khu trong mọi lĩnh vực chính sách từ năm 2003 đến năm 2018.
Ngày 8 tháng 7 năm 2018, Tổng thống Donald Trump đề cử ông làm Chánh án Tối cao Pháp viện Hoa Kỳ thay Anthony Kennedy đã nghỉ hưu. Trước khi được đề cử, khi tên của Kavanaugh nằm trong danh sách ngắn của các ứng cử viên của Tòa án Tối cao, Giáo sư Tâm lý học [Đại học Palo Alto [] Christine Blasey Ford] đã liên lạc với một lời khuyên Washington Post với cáo buộc Kavanaugh đã tấn công tình dục bà trong đầu những năm 1980 trong khi hai người họ đang học trung học. Bà đã chấp nhận công khai danh tính trong bài phỏng vấn đăng trên Washington Post ngày 16 tháng 9 năm 2018. Theo tố cáo của Ford, vụ tấn công tình dục xảy ra vào đầu những năm 1980, khi bà đến dự một buổi tiệc tại Maryland. Bà cho biết đã bị Kavanaugh đưa vào phòng riêng, đè xuống giường, bịt miệng không cho bà la hét trong khi cố tìm cách cởi quần áo của bà. Hai phụ nữ khác cũng cáo buộc Kavanaugh hành vi tình dục sai trái. Kavanaugh phủ nhận tất cả các cáo buộc. Sau một phiên điều trần bổ sung của Ủy ban Tư pháp Thượng viện và một cuộc điều tra bổ sung của FBI, Thượng viện đã xác nhận đề cử của Kavanaugh bằng một cuộc bỏ phiếu với tỷ lệ thuận-chống là 50–48 vào ngày 6 tháng 10. Ông đã tuyên thệ nhậm chức vào cuối ngày hôm đó.